# لئو گوداس
لئو گوداس (چکی: Leo Gudas؛ زادهٔ ۲۰ مهٔ ۱۹۶۵) بازیکن هاکی روی یخ اهل چکسلواکی بود.